# Müglitz (Fluss)

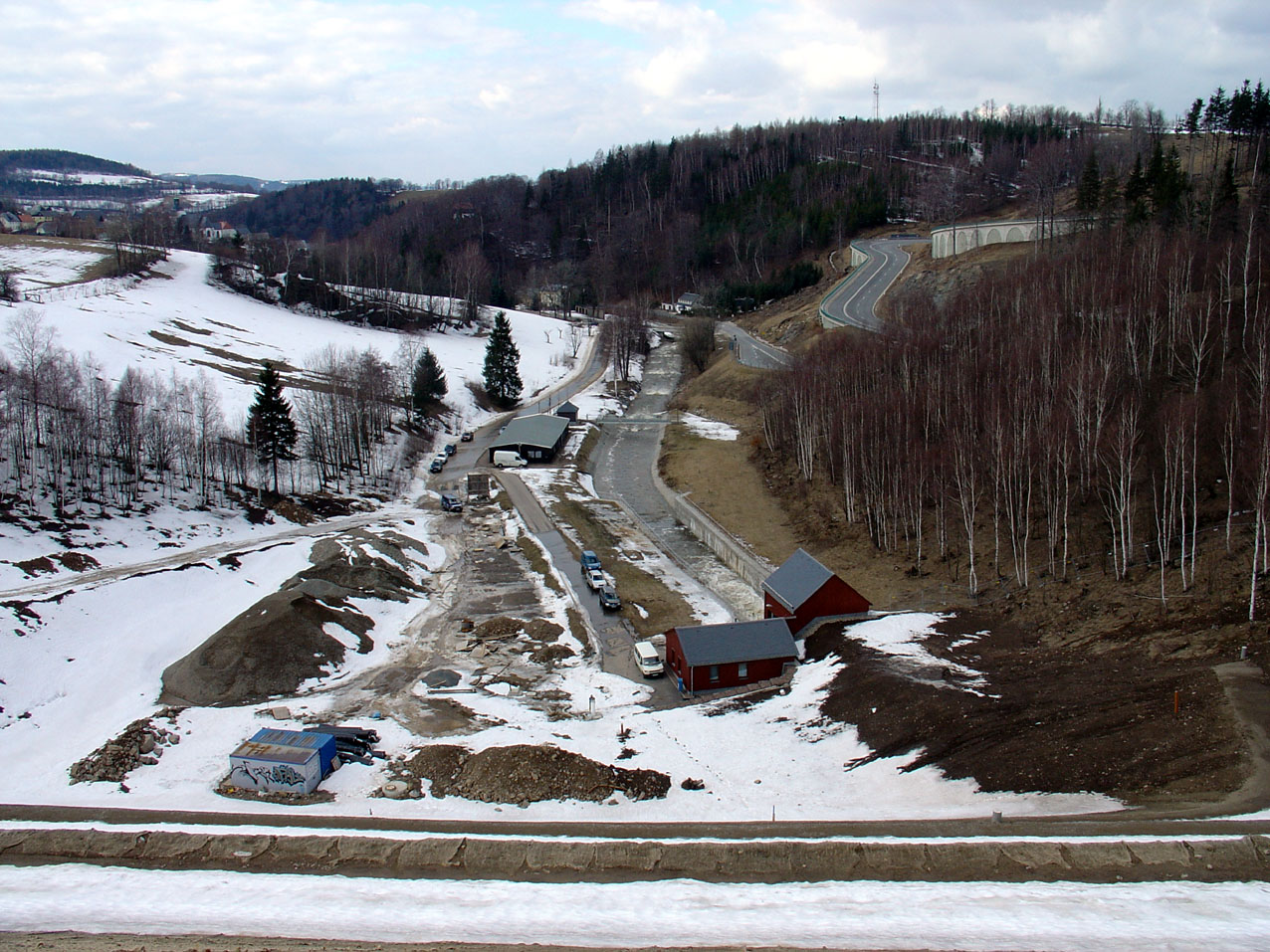
Blick vom Damm des Rückhaltebecken Müglitztal in das obere Müglitztal

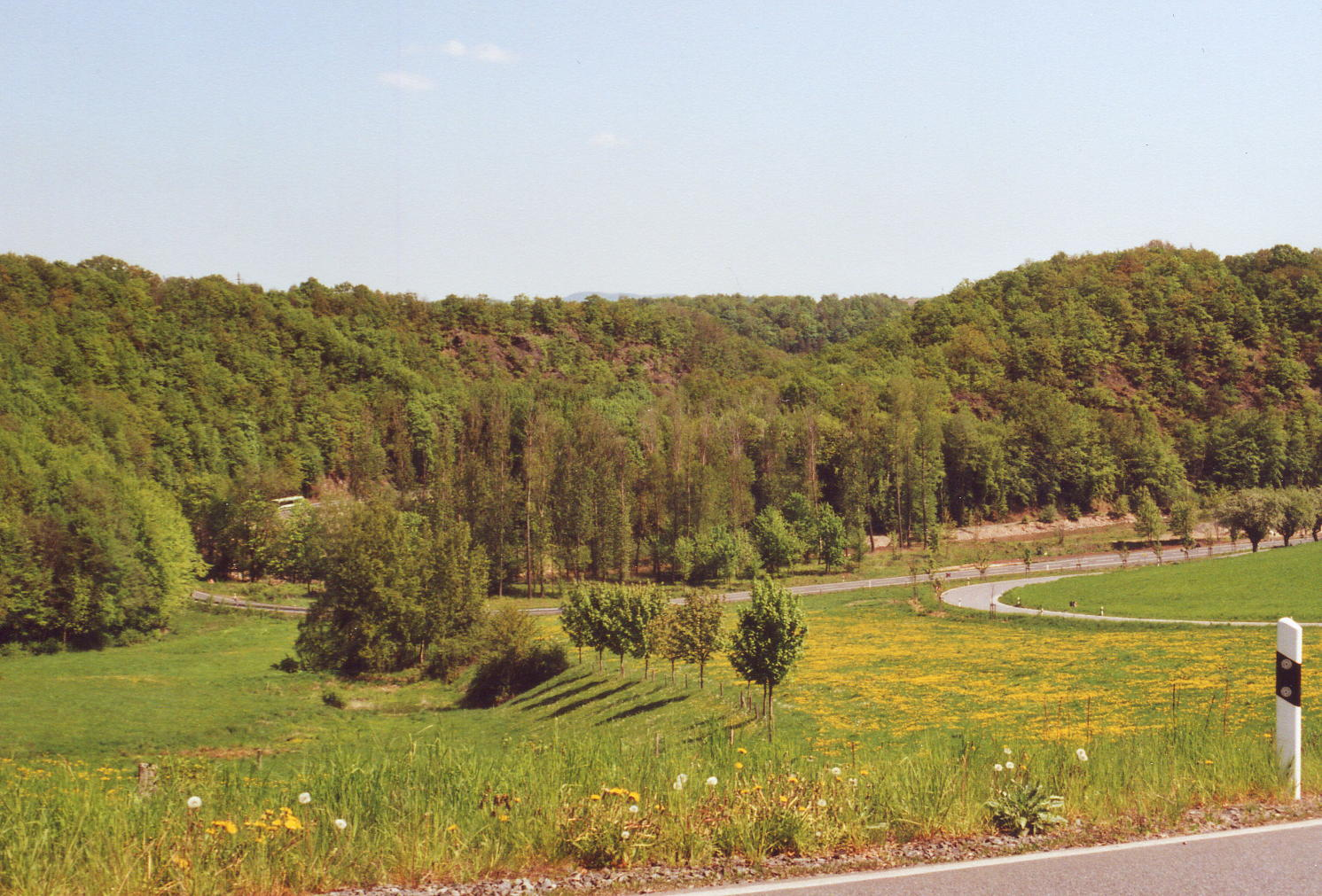
Müglitztal nahe Weesenstein

Die Müglitz ist ein etwa 49 km langer, linker Nebenfluss der Elbe in Sachsen und in Tschechien.

## Verlauf
Sie entspringt in Tschechien als Mohelnice am Nordost-Hang des 881 m hohen Cínovecký hřbet (Zinnwalder Berg), in der Nähe des nach 1945 devastierten böhmischen Dorfes Vorderzinnwald. Nach 400 Metern erreicht sie die deutsch-tschechische Staatsgrenze und bildet für etwa 5 km einen windungsreichen Grenzfluss. Hier im Oberlauf trägt sie den Namen Weiße Müglitz. Kurz nachdem der Fluss beim gleichnamigen Dorf Müglitz vollständig auf sächsisches Gebiet eingetreten ist, nimmt er von rechts den Schwarzbach (tschechisch: Černý potok, früher auch Sörnitz oder Sernitzbach) auf, der bei Adolfov (deutsch: Adolfsgrün) aus zahlreichen Quellarmen in den „Schwarzen (moorigen) Wiesen“ entspringt. Einer der Arme bildet für etwa 2 km die Staatsgrenze.
In der Folge hat die Müglitz auf etwa 14 km Länge, parallel zu einer Granitporphyr-Zone verlaufend, ein nach Nordwesten gerichtetes, stellenweise über 100 m tiefes und steilwandiges Tal in den hier anstehenden, weichen Gneis eingeschnitten. Bei Lauenstein nimmt sie von links das etwa gleich große Rote Wasser auf. Dieser, auch Rote Müglitz genannte Bach, erhielt seine rote Farbe durch in den Bach entsorgte, eisenhaltige Aufbereitungsrückstände aus der Bergbauregion um Altenberg (Erzgebirge) und Geising. Noch heute steht sie über das Schwarzwasser mit dem Aschergraben in Verbindung.
Vor einem das Müglitztal teilweise über 250 m überragenden Quarzporphyr-Riegel wendet sich die Müglitz bei Glashütte nach Nordosten und nimmt den Brießnitzbach auf. Nach weiteren 5 km, nach Aufnahme der Trebnitz, wendet sie sich wieder nach Nordnordwest. Anschließend passiert sie noch Schlottwitz, Müglitztal, Weesenstein und Dohna, bevor sie im Heidenauer Ortsteil Mügeln in die Elbe mündet.

## Zuflüsse
| linke Nebenflüsse - Heidegraben - Zeidelweidenwasser - Löwenbach - Rotes Wasser - Große Biela - Schilfbach - Bärenhecker Bach - Brießnitzbach (Prießnitz) - Hoppegrund - Zechenaubach - Schlottwitzgrundbach - Winterleite - Schmorsdorfer Wasser - Spargrundbach - Rietzschke | rechte Nebenflüsse - Schwarzbach (Sörnitz, Sernitzbach) - Kleiner Kohlbach - Großer Kohlbach - Dittersdorfer Bach - Trebnitz |

## Herkunft des Namens
Der Name bedeutet so viel wie „Grabhügelbach“ und leitet sich vom Altsorbischen Mogylnica (heute obersorbisch Mohilnica) ab. Hierbei bedeutet mogyla „Grabhügel“ und nica „gehörig zu“. Über Mogelitz (15./16. Jahrhundert), Moglentz (1516) und Myglice (1587) bildete sich die heutige Form heraus. Benannt ist sie nach Mügeln, dem Mündungsort an der Elbe.

## Ehemalige Mühlen
Viele Mühlen existieren nicht mehr, einige sind umgebaut oder dienen anderen Zwecken.
- Mühlen in Voitsdorf (Fojtovice), Ebersdorf (Habartice) und Böhmisch-Müglitz (Mohelnice) in Böhmen
- Hartmannmühle Müglitz (Fürstenau)
- Kratzhammer (am unteren Ortsende von Fürstenwalde)
- Mühle Lauenstein
- Zippenmühle Lauenstein,[9]
- Silbermühle (Huthaus) Bärenstein
- Böttrich-Mühle Bärenstein
- Schlossmühle Bärenstein
- Getreidemühle Bärenhecke (Technisches Denkmal)
- Obere Büttnermühle
- Schüllermühle
- Hammergut Gleisberg (Eisenhammer Gleisberg)
- Obere Mühle Glashütte (Holzwarenfabrik)
- Paustmühle oder Büttnermühle Glashütte (1766–1911)
- Mittelmühle (Freitag-Mühle) Glashütte  (urspr. Pochmühle, dann Getreidemühle, Lohmühle und Ölmühle)
- Niedermühle Glashütte (Fabrikmühle, auch Vogelmühle)
- Brückenmühle Glashütte (später Holzschleiferei und Pappenfabrik)
- Krugmühle bei Oberschlottwitz
- Herrenmühle Oberschlottwitz
- Elisabethmühle Oberschlottwitz
- Friedensmühle Schlottwitz (1991 abgerissen)
- Neumühle Schlottwitz
- Graf´s Pappen-Mühle – Sägewerk Schlottwitz
- Orgusmühle Niederschlottwitz
- Mühlbach-Mühle in Mühlbach
- Peschelmühle (auch Püschelmühle) bei Burkhardswalde (später Zellstoffwerk)
- Jonasmühle Burkhardswalde
- Schlossmühle Weesenstein
- Schlossmühle Dohna
- Erlichtmühle Dohna
- Mühle Heidenau (Mehlmahlmühle, Sägemühle und Ölmühle, heute Hotel Mühlenhof)
- Drogenmühle (auch Mittelmühle) Heidenau (am Obergraben)
- Rote Mühle (auch Niedermühle)

Ehemalige Mühlen am Roten Wasser:
- Petzoldmühle am Geisingbach (Heerwasser) Geising
- Sandermühle Geising
- Hammergut Geising
- Hartmannmühle
- Dietzmühle
- Kämpfermühle

Ehemalige Mühlen am Brießnitzbach:
- Holzmühle Glashütte
- Ratsmühle Glashütte

## Hochwasser

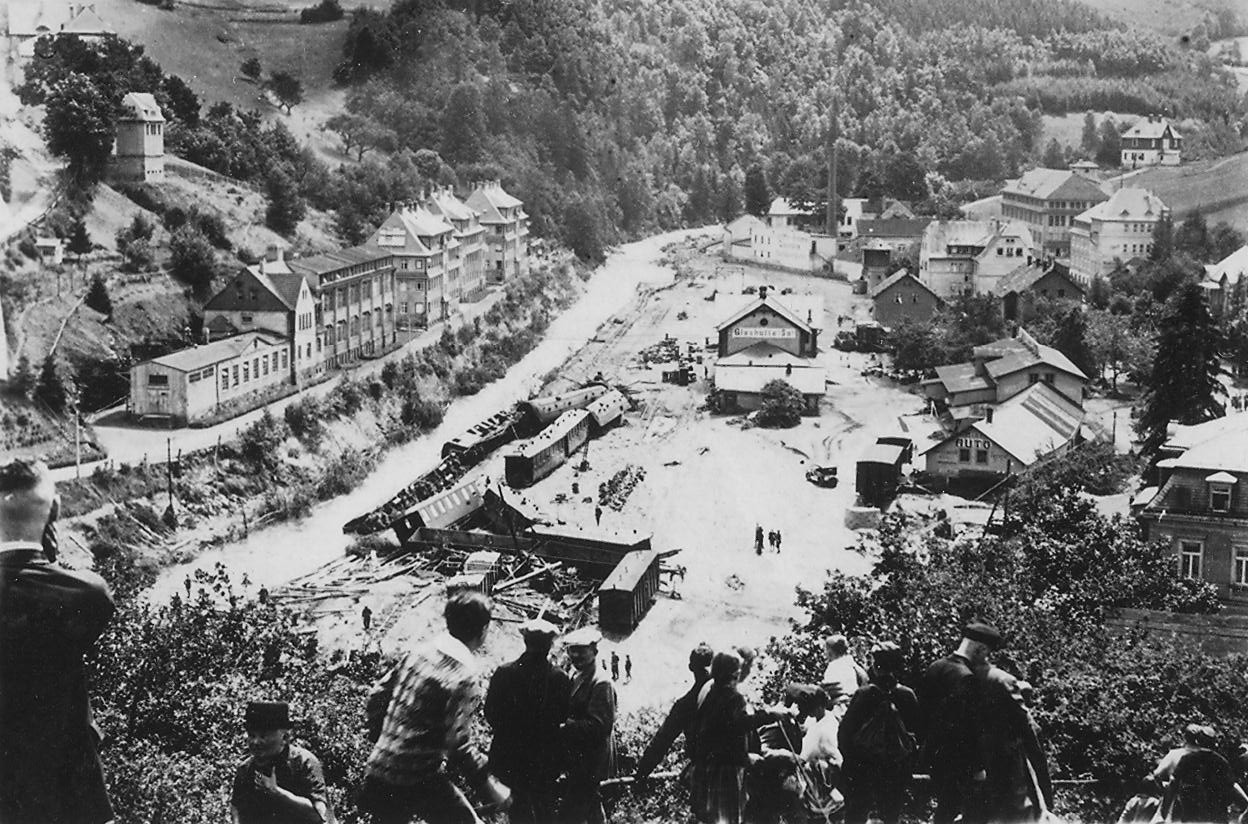
Hochwasser der Müglitz 1927 in Glashütte

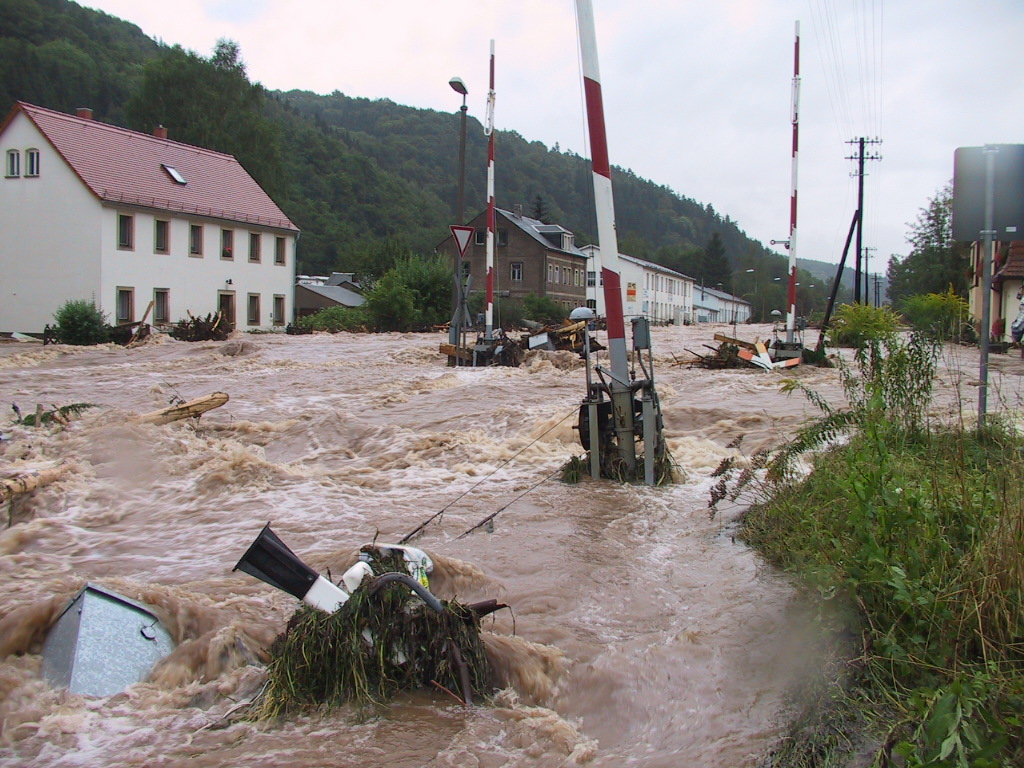
Hochwasser der Müglitz 2002 in Schlottwitz

Die Müglitz, normalerweise ein ruhiges Flüsschen, kann bei entsprechender Wetterlage, insbesondere Vb-Wetterlagen, zu einem reißenden Strom werden. Aufzeichnungen zufolge ereigneten sich in dem Tal zwischen 1609 und 2002 achtzehn schwere Hochwasserkatastrophen, so die Fluten von 1897, das Hochwasser von 1927, die Hochwasser von 1954 und 1957, sowie das Augusthochwasser 2002. Zum Hochwasserschutz wurden oberhalb von Lauenstein das Rückhaltebecken Müglitztal und in der Brießnitz das Rückhaltebecken Glashütte errichtet.

## Verkehrliche Erschließung
Die aufblühende Holz- und Papierindustrie sowie die Glashütter Uhrenfertigung und daran gekoppelte feinmechanische Betriebe forderten Mitte des 19. Jahrhunderts eine bessere Verkehrsanbindung an das Elbtal und an Dresden. Zwischen 1846 und 1864 wurde das Tal deshalb durch eine Talstraße erschlossen. Die Straße ist heute im Abschnitt Heidenau–Lauenstein(–Altenberg) als Staatsstraße S 178 klassifiziert und eine der wichtigsten Verkehrsverbindungen zwischen dem oberen Elbtal und dem Osterzgebirge. Eine durchgängige Befahrbarkeit des Tales ist oberhalb von Lauenstein durch den Bau des Rückhaltebeckens Müglitztal nicht mehr gegeben.
1890 wurde die Müglitztalbahn errichtet, die dem Fluss bis Lauenstein folgt.

## Tourismus
Das Müglitztal ist ein beliebtes Wander- und Ausflugsziel. Bereits der sächsische König Johann rühmte es im 19. Jahrhundert als „das schönste Tal Sachsens“. Baulich sehenswert sind u. a. der Ortskern von Dohna sowie Schloss Weesenstein und Schloss Lauenstein.
Seit den 1990er Jahren entwickelte sich das Müglitztal zu einem überregional bedeutenden Klettergebiet mit über 1000 Routen. Schon zuvor wurde das Müglitztal als Trainingsgebiet zum Klettern genutzt.